# Giangiacomo Teodoro Trivulzio
Giangiacomo Teodoro Trivulzio (ur. w 1597 w Mediolanie, zm. 3 sierpnia 1656 tamże) – włoski kardynał.

## Życiorys
Urodził się w 1597 roku w Mediolanie, jako syn Carla Emmanuele Trivulzia i Cateriny Gonzagi. W 1606 roku wstąpił do rycerskiego zakonu św. Jakuba, a dziewięć lat później poślubił Giovannę Marię Grimaldi, z którą miał troje dzieci: Ottavię, Caterinę i Ercolego. W 1620 roku owdowiał, a pięć lat później został klerykiem Kamery Apostolskiej i protonotariuszem apostolskim. 19 listopada 1629 roku został kreowany kardynałem diakonem i otrzymał diakonię San Cesareo in Palatio. W 1631 roku został legatem w Marchii Ankońskiej, a siedem lat później głównodowodzącym milicji obywatelskiej w Mediolanie. W 1642 roku został wicekrólem Aragonii, a siedem lat później – wicekrólem Sardynii. W okresie 1653–1655 był protodiakonem. 14 maja 1655 roku został podniesiony do rangi kardynała prezbitera i otrzymał kościół tytularny Santa Maria del Popolo. Zmarł 3 sierpnia 1656 roku w Mediolanie.

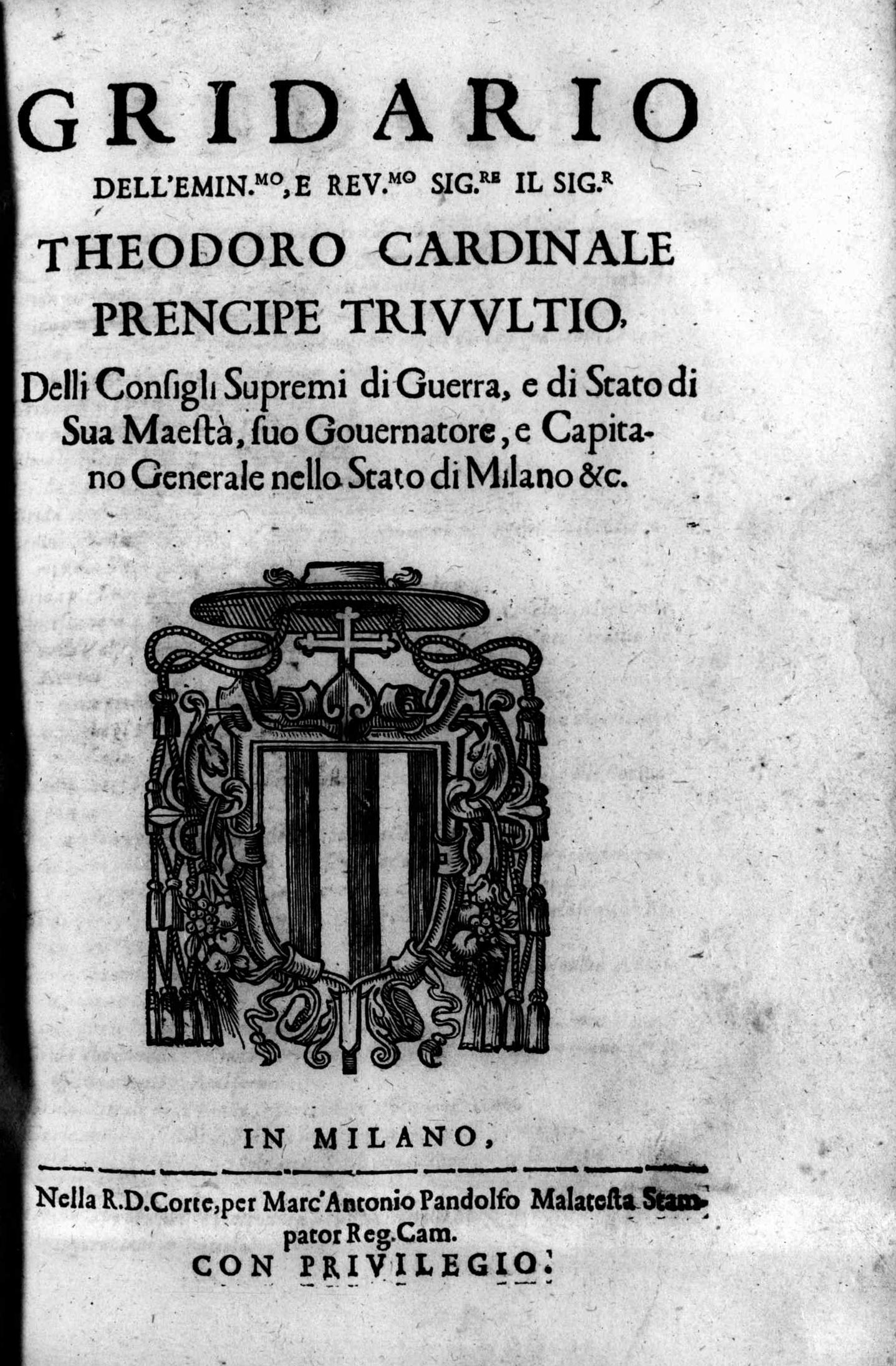
Gridario dell'eminentissimo e reverendissimo signore il signor Theodoro cardinale principe Trivulzio, 1656